# Melissa Oviedo Cárdenas
Melissa Oviedo Cárdenas (4 de marzo de 1995) es una deportista mexicana que compite en taekwondo. Ganó una medalla de plata en el Campeonato Panamericano de Taekwondo de 2016 en la categoría de –62 kg.

## Palmarés internacional
| Campeonato Panamericano | Campeonato Panamericano | Campeonato Panamericano | Campeonato Panamericano |
| Año                     | Lugar                   | Medalla                 | Categoría               |
| ----------------------- | ----------------------- | ----------------------- | ----------------------- |
| 2016                    | Querétaro (México)      | Medalla de plata        | –62 kg                  |